# ميليادة
مِيَليادة أو مِيَليَادا (بالبرتغالية: Mealhada‏) هي بلدية تقع في البرتغال في محافظة أفيرة.  يقدر عدد سكانها بـ 20,428 نسمة ومساحتها 110.66 كم2 .

## المدن التوأمة
مدن ميلو و Contrexéville هي مدن توأمة لـميلادا.

## أعلام
- باروكا